# جاسی عزیز
«جاسی عزیز» (به انگلیسی: Dear Jassi) یک فیلم عاشقانه، درام و دلهره‌آور محصول سال ۲۰۲۳ به کارگردانی و تدوین تارسم سینگ است. این فیلم که محصول مشترک شرکت‌هایی از هند، کانادا و آمریکا است، بر اساس داستان واقعی قتل جاسویندر کائور سیدهو، یک زن پنجابی ساخته شده است که وقتی عاشق مردی از طبقه کارگر شد و تصمیم گرفت با او ازدواج کند، با خانواده‌اش درگیر شد.
تمام ابعاد داستان و این واقعیت که در نهایت حول یک قتل می‌چرخد، پیش از نمایش اولیه تبلیغ نشد، تا تأثیر اولیهٔ این پیچش داستانی در آنچه که در بازاریابی اولیه به عنوان یک فیلم عاشقانهٔ ساده ارائه شده بود، تشدید شود.
این فیلم در جشنواره بین‌المللی فیلم تورنتو ۲۰۲۳ به نمایش درآمد، جایی که به عنوان برندهٔ جایزهٔ پلتفرم معرفی شد. سینگ در سخنرانی پذیرش خود، با شور و اشتیاق از رسانه‌ها خواست که از استفاده از اصطلاح «قتل ناموسی» در رابطه با داستان‌هایی مانند داستان جسی دست بردارند، زیرا این اصطلاح می‌تواند این تصور را ایجاد کند که قتل قابل توجیه بوده است.